# Palase
Palase (tyska: Pallas) är en by (estniska: küla) i Märjamaa kommun i landskapet Raplamaa i västra Estland. Byn ligger vid Riksväg 4 (Europaväg 67), nära gränsen till landskapet Pärnumaa.
I kyrkligt hänseende hör byn till Vigala församling inom den Estniska evangelisk-lutherska kyrkan.
Före kommunreformen 2017 hörde byn till dåvarande Vigala kommun.